# 刘赞 (唐朝)
刘赞（8世纪？—796年7月30日），字公佐，唐朝官员，出自彭城刘氏，封彭城縣男。他是刘知几的孙子，大历年间左散骑常侍、荆南节度使劉彙的儿子。
年轻时以资荫入官，担任鄠县县丞，宰相杜鸿渐自剑南还朝，途中鄠县，刘赞精心提供饮食。杜鸿渐判官杨炎以刘赞是名儒之子，推荐他，刘赞被任命为侍御史、浙西观察判官。杨炎为宰相，擢升为歙州刺史，以勤勉干练著称。有老妇人在草丛中拾柴时，猛虎将要咬她，幼女号呼号着与猛虎搏打，母子二人幸免于难。宣歙观察使韩滉上表陈述他的事迹，加金紫之服，再升任为常州刺史。韩滉为宰相，分原来所统地区为三道，贞元三年（787年）八月，以常州刺史刘赞为宣州刺史、兼御史中丞、宣歙池都团练观察使。刘赞在宣州十余年。刘赞祖父刘知几，是开元年间一代名儒，父亲劉彙博涉经史，只有刘赞不知书，但以强猛立威，官吏害怕他，叠足而立不敢轻举妄动。宣州为天下富饶之州，刘赞久任观察使，厚敛财货，致力于贡奉以求朝廷恩宠。他的子弟都缺少庭训，虽小小年纪，便轻侮傲慢，被人士鄙薄。贞元十二年六月廿二辛巳（796年7月30日），去世，时年七十岁，赠吏部尚书，谥敬。其子劉茂孫、劉勝孫、劉憲孫、劉懿孫。刘赞去世后，他的判官严绶掌管留后事务，竭尽库存来进献贡物，被征召为刑部员外郎，幕僚进贡物便是由严绶开始的。